# Oskar Textorius

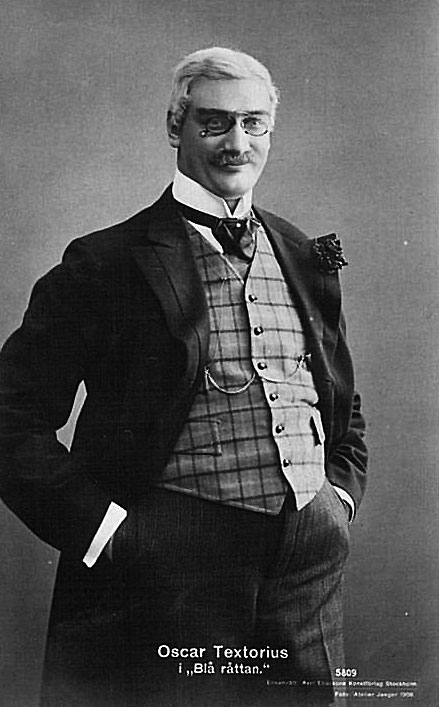
Textorius en Blå råttan en 1908

Oskar Textorius  (8 de abril de 1864-20 de abril de 1938) fue un actor, director teatral y cantante de nacionalidad sueca.

## Biografía
Nacido en Kristianstad, Suecia, su nombre completo era Bror Oskar Textorius. Debutó en el teatro en 1887, formando parte de diferentes grupos teatrales antes de obtener trabajo en el Folkteatern de Estocolmo en 1893. Formó una compañía propia dedicada a la opereta, con la cual actuó en giras entre 1899 y 1906. Tras ello trabajó en el ambiente teatral de Estocolmo y entre 1911 y 1918 llegó a ser el más destacado actor de opereta del Oscarsteatern. También trabajó en el Scalateatern de Copenhague, Dinamarca, entre 1918 y 1920, colaborando con el Stora Teatern de Gotemburgo desde 1920 a 1925, y después desde 1937 hasta su muerte.
Textorius debutó en el cine en 1911 con el corto de Anna Hofman-Uddgren Stockholmsfrestelser, en el que actuó con su esposa, Ester Textorius. En total participó en seis producciones cinematográficas. 
Se inició en la música en 1907 grabando operetas, llevando a cabo un total de 100 registros.
Se casó tres veces, la primera con la actriz Georgina Sondell, con la que tuvo una hija, Elsa Textorius. Su segunda mujer fue la también actriz Svea Textorius, con la que estuvo casado desde 1900 a 1904, casándose ese año por última vez, en esta ocasión con otra actriz, Ester Textorius, con la cual permaneció unido hasta el momento de su muerte, la cual tuvo lugar en 1938 en Estocolmo, Suecia.

## Filmografía
- 1911 : Stockholmsfrestelser
- 1913 : Filmdrottningen
- 1925 : Hennes lilla majestät
- 1926 : Fänrik Ståls sägner-del I
- 1931 : Farornas paradis
- 1932 : Ett skepp kommer lastat

## Teatro

### Actor
- 1889 : Ringaren i Notre Dame, de Charlotte Birch-Pfeiffer, Folkteatern[4]
- 1905 : Bluff, de Emil Norlander, escenografía de John Liander, Teatro Kristallsalongen[5]
- 1907 : Telefonhemligheter, de Herman Hanslleiter y Max Reiman, Teatro Djurgårdsteatern[6][7]
- 1909 : H.K.H., de Léon Xanrof, Ivan Caryll y Jules Chancel, Operett-teatern[8]
- 1911 : Die keusche Susanne, de Jean Gilbert y Georg Okonkowski, Oscarsteatern[9]
- 1911 : Det stora geniet, de Edmund Eysler y Felix Dörmann, escenografía de Carl August Söderman, Oscarsteatern[10]
- 1912 : Prinsen av Burgund, de Leo Fall, Alfred Maria Willner y Robert Bodanzky, Oscarsteatern[11]
- 1912 : Gri-Gri, de Paul Lincke, Heinrich Bolten-Baeckers y Jules Chancel, escenografía de Emil Linden, Oscarsteatern[12]
- 1915 : Madame Szibill, de Victor Jacobi, escenografía de Oskar Textorius, Oscarsteatern[13]
- 1917 : La princesa gitana, de Emmerich Kálmán, Leo Stein y Béla Jenbach, escenografía de Oskar Textorius, Oscarsteatern[14]
- 1917 : Kejsarinnan Maria Théresia, de Leo Fall, Julius Brammer y Alfred Grünwald, escenografía de Oskar Textorius, Oscarsteatern[15]
- 1920 : Röda rosor, de Franz Lehár, Julius Brammer y Alfred Grünwald, escenografía de August Bodén, Stora Teatern, Gotemburgo[16]
- 1925 : Damerna från Olympen, de Rudolf Schanzer, Ernst Welisch y Rudolf Lewysohn, escenografía de Nils Johannisson, Oscarsteatern[17]
- 1925 : Orloff, de Ernst Marischka y Bruno Granichstaedten, escenografía de Nils Johannisson, Oscarsteatern[18]
- 1926 : Damen utan slöja, de August Neidhart, Lothar Sachs y Byjacco, escenografía de Oskar Textorius, Södra Teatern[19]
- 1926 : Hjärtekrossaren, de Hermann Haller y Eduard Künneke, escenografía de Oskar Textorius, Oscarsteatern[20]
- 1926 : Apollon ombord, de Evert Taube, escenografía de Oskar Textorius, Vasateatern[21][22]
- 1926 : La princesa del circo, de Emmerich Kálmán, Julius Brammer y Alfred Grünwald, escenografía de Oskar Textorius, Vasateatern[23][24]
- 1927 : Cleopatras pärlor, de Oscar Straus, Julius Brammer y Alfred Grünwald, escenografía de Oskar Textorius, Vasateatern[25]
- 1927 : Alexandra, de Albert Szirmai y Franz Martos, escenografía de Oskar Textorius, Vasateatern[26]
- 1927 : Adjö, Mimi, de Ralph Benatzky, Alexander Engel y Julius Horst, escenografía de Oskar Textorius, Vasateatern[27][28]
- 1928 : Svalboet, de Bruno Granichstaedten y Ernst Marischka, de escenografía de Oskar Textorius, Vasateatern[29]
- 1928 : Inte på mun, de Maurice Yvain y André Barde, escenografía de Oskar Textorius, Vasateatern[30][31]
- 1928 : Grevinnan Eva, de Albert Szirmai y Frans Martos, escenografía de Oskar Textorius, Vasateatern[32]
- 1928 : Hertiginnan av Chicago, de Emmerich Kálmán, Julius Brammer y Alfred Grünwald, escenografía de Oskar Textorius, Vasateatern[33]
- 1929 : Katja, de Jean Gilbert, Leopold Jacobson y Rudolph Österreicher, escenografía de Oskar Textorius, Vasateatern[34]
- 1929 : Nattkavaljeren, de Robert Stolz, Alfred Maria Willner y Rudolf Österreicher, escenografía de Oskar Textorius, Vasateatern[35]
- 1931 : Viktorias husar, de Paul Abraham, Emmerich Földes, Alfred Grünwald y Fritz Löhner-Beda, escenografía de Oskar Textorius, Odeonteatern[36]
- 1932 : La flor de Hawái, de Paul Abraham, Alfred Grünwald y Fritz Löhner-Beda, escenografía de Oskar Textorius, Odeonteatern[37]

### Director
- 1915 : Madame Szibill, de Victor Jacobi, Max Brody y Franz Martos, Oscarsteatern
- 1915 : Una noche en Venecia, de Johann Strauss, Camillo Walzel y Richard Genée, Oscarsteatern
- 1916 : Rund um die Liebe, de Oscar Straus, Friedrich von Thelen y Robert Bodanzky, Oscarsteatern
- 1916 : Fjäriln, de Karl Weinberger, Alfred Maria Willner y Bernhard Buchbinder, Oscarsteatern
- 1916 : La princesa gitana, de Emmerich Kálmán, Leo Stein y Béla Jenbach, Oscarsteatern
- 1917 : Kessers generalkupp, de Fred Winter, Oscarsteatern
- 1917 : La princesa gitana, de Emmerich Kálmán, Leo Stein y Béla Jenbach, Oscarsteatern
- 1917 : Kejsarinnan Maria Théresia, de Leo Fall, Julius Brammer y Alfred Grünwald, Oscarsteatern
- 1918 : Jockeyen, de Felix Körling, Oscarsteatern
- 1911 : Kejsarinnan Maria Théresia, de Leo Fall, Julius Brammer y Alfred Grünwald, Oscarsteatern
- 1919 : La princesa gitana, de Emmerich Kálmán, Leo Stein y Béla Jenbach, Oscarsteatern
- 1926 : Hollandsflickan, de Leo Stein, Béla Jenbach y Emmerich Kálmán, Oscarsteatern
- 1926 : Kopparbröllop, de Svend Rindom, Södra Teatern[38]
- 1926 : Damen utan slöja, de August Neidhart, Lothar Sachs y Byjacco, Södra Teatern
- 1926 : Apollon ombord, de Evert Taube, Vasateatern
- 1926 : La princesa del circo, de Emmerich Kálmán, Julius Brammer y Alfred Grünwald, Vasateatern
- 1926 : Stockholm-Västerås-Uppsala, de August Blanche, Vasateatern
- 1926 : Hollandsflickan, de Leo Stein, Béla Jenbach y Emmerich Kálmán, Oscarsteatern
- 1926 : Hjärtekrossaren, de Hermann Haller y Eduard Künneke, Oscarsteatern
- 1927 : Smällkaramellen, de Jean Gilbert, Leo Kastner y Alfred Möller, Vasateatern
- 1927 : Cleopatras pärlor, de Oscar Straus, Julius Brammer y Alfred Grünwald, Vasateatern
- 1927 : Alexandra, de Albert Szirmai y Franz Martos, Vasateatern
- 1927 : Adieu, Mimi, de Ralph Benatzky, Alexander Engel y Julius Horst, Vasateatern
- 1928 : Pas sur la bouche, de Maurice Yvain y André Barde, Vasateatern
- 1928 : Hennes excellens, de Michael Krausz, Ernst Welisch y Rudolf Schanzer, Vasateatern
- 1928 : La princesa gitana, de Emmerich Kálmán, Leo Stein y Béla Jenbach, Vasateatern
- 1928 : Svalboet, de Bruno Granichstaedten y Ernst Marischka, Vasateatern
- 1928 : Grevinnan Eva, de Albert Szirmai y Frans Martos, Vasateatern
- 1928 : Der letzte Walzer, de Oscar Straus, Julius Brammer y Alfred Grünwald, Vasateatern
- 1928 : Die Herzogin von Chicago, de Emmerich Kálmán, Julius Brammer y Alfred Grünwald, Vasateatern
- 1929 : Katja, die Tänzerin, de Jean Gilbert, Leopold Jacobson y Rudolph Österreicher, Vasateatern
- 1929 : Nattkavaljeren, de Robert Stolz, Alfred Maria Willner y Rudolf Österreicher, Vasateatern
- 1931 : Der Vogelhändler, de Carl Zeller, Moritz West y Ludwig Held, Odeonteatern
- 1931 : Viktoria und ihr Husar, de Paul Abraham, Emmerich Földes, Alfred Grünwald y Fritz Löhner-Beda, Odeonteatern
- 1931 : Adieu, Mimi, de Ralph Benatzky, Alexander Engel y Julius Horst, Odeonteatern[39]
- 1931 : Das Veilchen vom Montmartre, de Emmerich Kálmán, Julius Brammer y Alfred Grünwald, Odeonteatern
- 1931 : Der Bauerngeneral, de Oscar Straus, Julius Brammer y Gustav Beer, Odeonteatern
- 1931 : Madame Pompadour, de Leo Fall, Rudolf Schanzer y Ernst Welisch, Odeonteatern
- 1932 : La flor de Hawái, de Paul Abraham, Alfred Grünwald y Fritz Löhner-Beda, Odeonteatern
- 1933 : Éjféli tangó, de Karl Komjáti, Stefan Békeffi y László, Odeonteatern